# Pieśń Apolla
Pieśń Apolla (jap. アポロの歌 Aporo no uta) – manga autorstwa Osamu Tezuki, publikowana na łamach magazynu „Shūkan Shōnen King” wydawnictwa Shōnen Gahōsha od 26 kwietnia 1970 do 22 listopada 1970. Polski przekład ukazał się nakładem wydawnictwa Japonica Polonica Fantastica.

## Fabuła
Shogo Chikaishi to chłopiec, którego samotna matka nigdy nie poznała jego ojca – urodził się w wyniku serii przelotnych romansów. Był dzieckiem niechcianym, a jego matka biła go za każdym razem, gdy był świadkiem miłości i czułości. To doprowadziło do tego, że Shogo zaczął zabijać różne zwierzęta, gdy tylko widział u nich oznaki miłości. Z tego powodu trafił do zakładu psychiatrycznego. Po terapii elektrowstrząsowej Shogo doznaje doświadczenia poza ciałem i spotyka grecką boginię mądrości – Atenę. Ta poddaje go wiecznemu przekleństwu: ma doświadczać miłości w różnych epokach historycznych, za każdym razem umierając, dopóki nie zrozumie prawdziwego znaczenia miłości.
W swoim pierwszym doświadczeniu Shogo trafia do nazistowskich Niemiec jako niemiecki szturmowiec, gdzie zakochuje się w żydowskiej kobiecie imieniem Elise. Shogo pomaga jej uciec, lecz Elise strzela do niego, gdy dowiaduje się, że jej rodzice zostali zabici. Rannemu Shogo udaje się jeszcze zastrzelić żołnierzy, którzy bili Elise. Oboje umierają obok siebie, wyznając sobie miłość, ale następnego ranka grupa poszukiwawcza odnajduje ciała żołnierzy oraz Elise i zabiera ją od umierającego Shogo. Kiedy Shogo budzi się w klinice, zostaje zahipnotyzowany i ma wizję idyllicznej wyspy, na której przebywa wraz z fotografką Naomi po katastrofie lotniczej. Oboje zostają uwięzieni na wyspie, zamieszkanej przez pary zwierząt. Po pewnym czasie Shogo i Naomi dostrzegają na horyzoncie statek, który przypływa, by pomóc ewentualnym ocalałym. Shogo prosi, by załoga zabrała zwierzęta, lecz marynarze, nie chcąc się nimi zajmować, zaczynają do nich strzelać, co prowadzi do konfliktu ze zwierzętami. Naomi umiera od zbłąkanej kuli, a Shogo wraz ze zwierzętami ginie, gdy niespodziewanie wybucha uważany za wygasły wulkan.
W rzeczywistym świecie Shogo zostaje oskarżony o zamordowanie nimfomanki – pacjentki szpitala psychiatrycznego – i ucieka z instytucji. Jego niezwykłą szybkość podczas ucieczki zauważa Hiromi Watari, która postanawia go trenować na maratończyka. Gdy Shogo trenuje samotnie, pojawia się były narzeczony Hiromi i zrzuca Shogo z klifu. Shogo najwyraźniej umiera, ale zostaje uratowany przez Hiromi. Nieprzytomny, Shogo doświadcza wizji dystopijnej przyszłości, w której ludzkość została zniewolona przez rasę klonów zwaną Synthianami. Zostaje wysłany, by dokonać zamachu na władczynię Synthian – królową Sigmę – która fizycznie przypomina Hiromi. Zamiast tego zakochuje się w niej. Z czasem również królowa zaczyna darzyć go uczuciem, lecz po serii komplikacji związanych z jej klonami, Shogo zostaje zabity przez klona samego siebie, stworzonego przez premiera Bibimbę – generała Synthian, który z kolei przypomina byłego narzeczonego Hiromi.
Po powrocie do rzeczywistości Shogo jest świadkiem podwójnego samobójstwa pary, której miłość była zakazana przez ich rodziny. Gdy odkrywa, że Hiromi jest lekarką, która próbuje go „wyleczyć”, Shogo próbuje popełnić samobójstwo, lecz Hiromi go powstrzymuje – sama spada przy tym z krawędzi. Shogo ratuje Hiromi, a kiedy oboje wyznają sobie miłość, ona umiera w jego ramionach. Na miejsce przybywają policja oraz lekarz z instytutu, próbując wyjaśnić Shogo, że śmierć nimfomanki była jej własną winą. Shogo odpowiada jednak, że w końcu wie, czym jest miłość, i że życie bez Hiromi nie ma żadnego sensu. Wrzuca ciało Hiromi do kanistra z olejem i prowokuje policjantów, by do niego strzelili – wybuch kanistra zabija go natychmiastowo. Po śmierci Shogo ponownie staje przed Ateną, która mówi mu, że czeka go wieczne cierpienie i ból za każdym razem, gdy odnajdzie miłość. Kiedy Shogo odchodzi, Hiromi zostaje wskrzeszona i podąża za nim.

## Produkcja
Edukacja seksualna dzieci była tematem tabu w Japonii pod koniec lat 60., jednak sytuacja ta nagle uległa zmianie na początku lat 70. Pieśń Apolla powstała w czasach, gdy manga coraz częściej przedstawiała historie i obrazy o tematyce seksualnej – była to forma eksploracji miłości i seksu przez Tezukę na łamach mangi. Okres ten w Japonii charakteryzował się również gwałtownymi zamieszkami studenckimi i incydentami z udziałem aktywistów studenckich. Tezuka miał później powiedzieć, że depresyjna postać Shogo odzwierciedla ponury nastrój i niestabilność społeczną tamtych czasów.